# هوراس سويني أوكلي
هوراس سويني أوكلي (بالإنجليزية: Horace Sweeney Oakley)‏ هو محامي أمريكي، ولد في 1861، وتوفي في 1929.